# Aphaostracon asthenes
Aphaostracon asthenes är en snäckart som beskrevs av F. G. Thompson 1968. Aphaostracon asthenes ingår i släktet Aphaostracon och familjen tusensnäckor. IUCN kategoriserar arten globalt som sårbar. Inga underarter finns listade i Catalogue of Life.